# Oxysarcodexia ochripyga
Oxysarcodexia ochripyga är en tvåvingeart som först beskrevs av Wulp 1896.  Oxysarcodexia ochripyga ingår i släktet Oxysarcodexia och familjen köttflugor. Inga underarter finns listade i Catalogue of Life.